# Pristimantis deinops
Espèce
Synonymes
- Eleutherodactylus deinops Lynch, 1996

Statut de conservation UICN

 CR  : 
En danger critique
Pristimantis deinops est une espèce d'amphibiens de la famille des Craugastoridae.

## Répartition
Cette espèce est endémique du département de Valle del Cauca en Colombie. Elle se rencontre entre 1 750 et 2 600 m d'altitude sur le versant Ouest de la cordillère Occidentale.

## Publication originale
- Lynch, 1996 : New frogs of the genus Eleutherodactylus (family Leptodactylidae) from the San Antonio region of the Colombian Cordillera Occidental. Revista de la Academia Colombiana de Ciencias Exactas Fisicas y Naturales, vol. 20, no 77, p. 331-345.